# アッシャー家の崩壊 (テレビドラマ)
『アッシャー家の崩壊』（原題：The Fall of the House of Usher）は2023年に配信されたマイク・フラナガン原案によるアメリカ合衆国のミニシリーズ。 
エドガー・アラン・ポーの短編小説『アッシャー家の崩壊』 に大まかに基づいており、ポーの他の作品からも着想を得ている。
2023年10月12日にNetflixで配信された。

## あらすじ
悪名高い製薬会社のCEOロデリックは、跡継ぎが次々に謎の死を遂げ始めた時、自分自身の怪しい過去と向き合うことになる。

## キャスト
※（）内は日本語吹き替え

### メイン
ヴェルナ
演 - カーラ・グギーノ（沢海陽子）
双子の過去を知り、アッシャー家の跡継ぎを次々と死に追いやる謎の人物。
1979年の大晦日に双子が出会ったバーテンダーと同じ顔をしている。
ロデリック・アッシャー
演 - ブルース・グリーンウッド（金尾哲夫）
　若い頃 - ザック・ギルフォード（星祐樹）
　10代 - グレアム・ヴァーシェール
　幼少期 - リンカーン・ルッソ
マデラインの双子の兄で、フォーチュナート製薬のCEO。
マデライン・アッシャー
演 - メアリー・マクドネル（唐沢潤）
　若い頃 - ウィラ・フィッツジェラルド
　10代 - ルールー・ウィルソン
　幼少期 - ケイト・ウィッディントン
ロデリックの双子の妹で、フォーチュナート製薬のCOO。
フレデリック・アッシャー
演 - ヘンリー・トーマス（関口雄吾）
　幼少期 - ウィリアム・コソヴィッチ
ロデリックの長男で、タマレーンの兄。モレラと結婚し、娘のレノーアがいる。
ナポレオン・”レオ”・アッシャー
演 - ラフル・コーリ（山橋正臣）
ロデリックの婚外子で、バイセクシャル。有名なゲーム開発者で、傲慢な一面を持つ
タマレーン・アッシャー
演 - サマンサ・スローヤン（五十嵐文奏）
ロデリックの娘。自身のブランド立ち上げに邁進する。
ヴィクトリーヌ・ラフルカード
演 - タニア・ミラー（比護あかね）
ロデリックの婚外子で最年長。人工心臓の開発・研究をしている。
ルーファス・グリズウォルド
演 - マイケル・トルッコ
フォーチュナート製薬の2代目CEO。
アナベル・リー
演 - ケイティ・パーカー
ロデリックの最初の妻で、フレデリックとタマレーンの母親。
ウィリアム・"ビル＝Ｔ"・ウィルソン
演 - マット・ビーデル（槙野旦）
タマレーンの夫で、フィットネス系のインフルエンサー。
モレラ・アッシャー
演 - クリスタル・バリント
フレデリックの妻でレノーアの母。元モデル・女優。
ジュノ・アッシャー
演 - ルース・コッド（優芽）
ロデリックの現在の妻だが、2回りほど年が離れている。元薬物中毒者。
レノーア・アッシャー
演 - カイリー・カラン（弓野真紀）
フレデリックとモレラの娘。アッシャー家の中で一番まともな人物で、優しい心を持つ。
Ｃ・オーギュスト・デュパン
演 - カール・ランブリー（坂詰貴之）
　若い頃 - マルコム・グッドウィン
アッシャー家の悪事を暴こうとする連邦検事補。
アーサー・ピム
演 - マーク・ハミル（島田敏）
アッシャー家の弁護士兼フィクサー。
カミーユ・レスパネイ
演 - ケイト・シーゲル（黒木沙織）
ロデリックの婚外子で、フォーチュナート製薬の毒舌な広報担当。
プロスペロー・”ペリー”・アッシャー
演 - サウリヤン・サプコタ
ロデリックの婚外子で最年少。快楽主義的な生活を送る。

### リカーリング
アレッサンドラ・ルイーズ医師
演 - パオラ・ヌニェス
ヴィクトリアの彼女で、同僚。
ジュリアス
演 - ダニエル・ジュン（石川栄一）
ナポレオンのパートナー。
ジョン・ニール裁判官
演 - ニコラス・リー
トビ―
演 - イグビー・リグニー
カミーユの助手。
ティナ
演 - アヤ・フルカワ（香坂侑）
カミーユの助手。
神父
演 - マーク・レンフィールド
エライザ
演 - アナベス・ギッシュ
ロデリックとマデリンの信心深い母親。生前はロングフェローの秘書として働いていた。
ウィリアム・ロングフェロー
演 - ロバート・ロングストリート（山本満太）
フォーチュナート製薬の創業者。
ドナルドソン医師
演 - ポール・ジャレット
ロデリックの主治医。
ロングフェロー夫人
演 - サラ・ジェーン・レドモンド

### ゲスト
ジェニー
演 - モリー・C・クイン
プロスペローのパートナー。
ファラージ
演 - ジェイアール・ティナコ
プロスペローのパートナー。
法廷証人
演 - アレックス・エッソー

## エピソード
| ♯ | タイトル                                          | 監督                 | 脚本                                           |
| - | ------------------------------------------------- | -------------------- | ---------------------------------------------- |
| 1 | 物寂しい真夜中に A Midnight Dreary                | マイク・フラナガン   | マイク・フラナガン                             |
| 2 | 赤死病の仮面 The Masque of the Red Death          | マイク・フラナガン   | マイク・フラナガン、Emmy Grinwis               |
| 3 | モルグ(死体保管所)の殺人 Murder in the Rue Morgue | マイケル・フィモナリ | マイク・フラナガン、ジャスティナ・アイルランド |
| 4 | 黒猫 The Black Cat                                | マイケル・フィモナリ | マイク・フラナガン、Matt Johnson               |
| 5 | 告げ口心臓 The Tell-Tale Heart                    | マイク・フラナガン   | Dani Parker                                    |
| 6 | ゴールドバグ Goldbug                              | マイク・フラナガン   | マイク・フラナガン、Rebecca Klingel            |
| 7 | 落とし穴と振り子 The Pit and The Pendulum         | マイケル・フィモナリ | マイク・フラナガン、ジェイミー・フラナガン     |
| 8 | 大鴉(おおがらす) The Raven                        | マイケル・フィモナリ | マイク・フラナガン、キーリー・サンチェス       |

## 製作
2021年10月Netflixは、マイク・フラナガンがエドガー・アラン・ポーの『アッシャー家の崩壊』やその他の作品を題材にした、ミニシリーズを開発中であると発表した。
2021年12月9日、フランク・ランジェラ、カーラ・グギーノ、メアリー・マクドネル、カール・ランブリー、マーク・ハミルがキャスティングされたと報じられた。
翌日には、サマンサ・スローヤン、ラフル・コーリ、ヘンリー・トーマス、タニア・ミラー、ケイト・シーゲル、サウリヤン・サプコタ、ザック・ギルフォード、ケイティ・パーカー、マイケル・トルッコ、マルコム・グッドウィン、クリスタル・バリント、カイリー・カラン、パオラ・ヌニェス、アヤ・フルカワ、マット・ビーデル、ダニエル・ジュン、ルース・コッド、ロバート・ロングストリート、アナベス・ギッシュ、イグビー・リグニーがキャスティングされた。
2022年4月、現場で共演者へのセクハラ発言を繰り返していたことが認められ、主役のロデリック役にキャスティングされていたフランク・ランジェラが解雇された。その後、後任としてブルース・グリーンウッドがキャスティングされた。
撮影は2022年1月31日にカナダのバンクーバーで始まり、7月9日に終了した。

## 公開
2023年10月12日の配信開始に先立ち、2023年9月のファンタスティック・フェストで第2話までが公開された。

## 評価
批評集積サイトRotten Tomatoesでは、87件の批評家レビューがあり、支持率91%で、平均点は8/10となっている。批評家の総意は「マイク・フラナガンの素晴らしくダークなレンズを通して、代表的なポーの物語を映し出している『アッシャー家の崩壊』は、ホラー・ファンを唸らせるだろう。」としている。
Metacriticでは、31件の批評家レビューがあり、加重平均値は74/100となっている。